# 新居屋駅
新居屋駅（にいやえき）は、かつて愛知県海部郡甚目寺町新居屋茶屋（現・愛知県あま市新居屋茶屋）にあった、名古屋鉄道津島線の駅。
甚目寺駅 - 七宝駅間（七宝駅の東、約700m付近）に存在した。痕跡はないが、線路内の敷地がやや広がっている。

## 歴史
名古屋電気鉄道が枇杷島橋駅（現・枇杷島分岐点） - 須ヶ口駅 - 新津島駅（現・津島駅）間を開業してから約半年後に設置された駅である。
- 1914年（大正3年）7月3日 - 名古屋電気鉄道津島線の駅として開業[2]。
- 1921年（大正10年）7月1日 - 路線譲渡により名古屋鉄道津島線の駅となる。
- 1944年（昭和19年） - 休止。
- 1969年（昭和44年）4月5日 - 廃止。

## 利用状況
『海部郡史稿本』によると、1922年当時の年間利用者数は乗車42,413人、降車45,589人であった。